# Samojská ragbyová reprezentace
Samojská ragbyová reprezentace (známá jako Manu Samoa), která reprezentuje Samou na turnajích v rugby union. Do přejmenování země v roce 1997 byla známá jako ragbyová reprezentace Západní Samoy. Je součástí Pacific Islands Rugby Alliance. Ragby je v tomto ostrovním státě sport číslo jedna: ačkoli nemá ani dvě stě tisíc obyvatel, je ve 120 klubech 5000 registrovaných hráčů. Nejlepší Samojci působí v novozélandských, anglických a francouzských klubech. K 18. březnu 2024 byla Samoa na 14. místě světového ragbyového žebříčku.

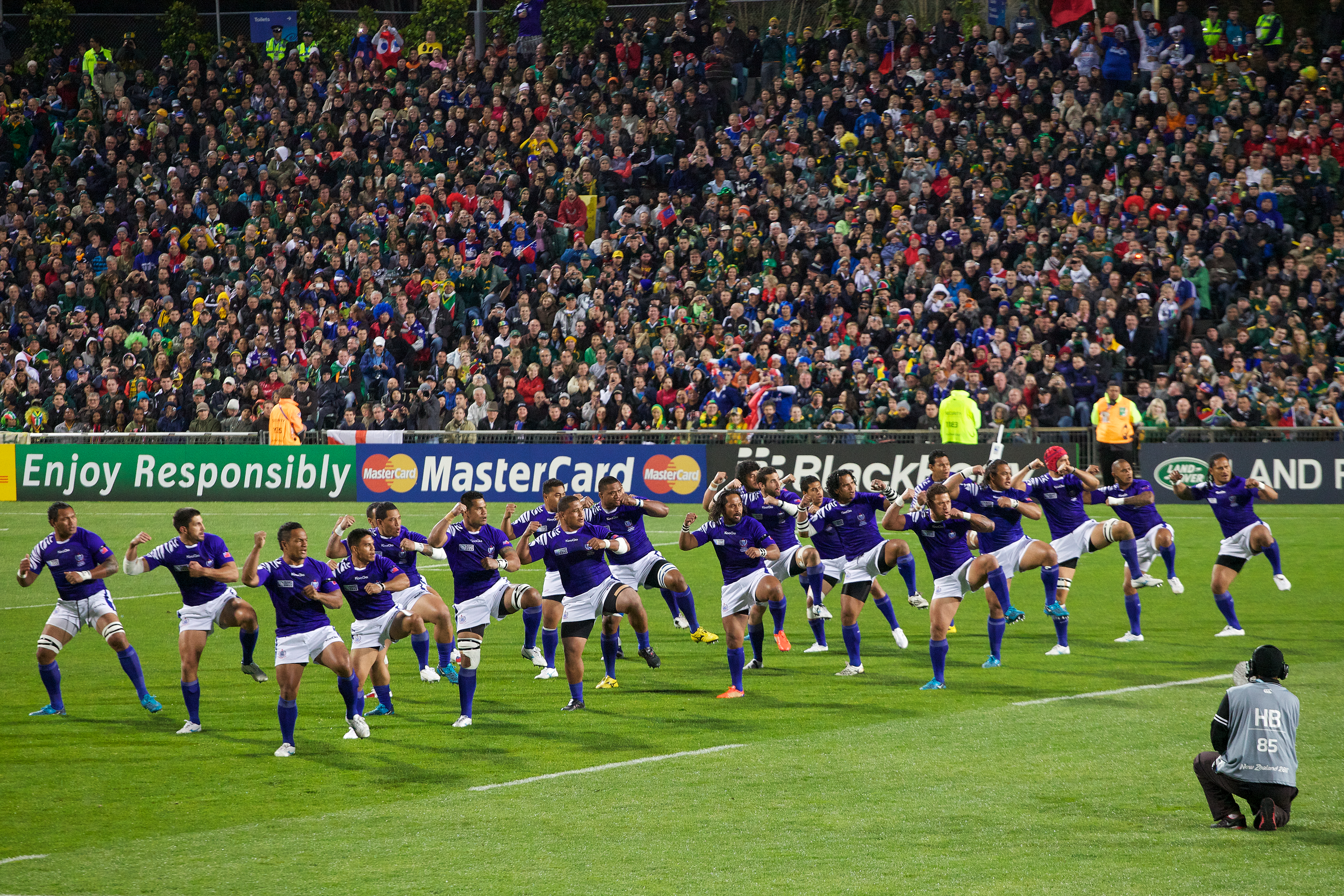
Před každým zápasem provádějí hráči tradiční rituál Siva tau

Tým byl založen v roce 1924 misionáři z kongregace maristů, téhož roku sehrál v Apii dva zápasy s Fidžijci, v nichž prohrál 0:6 a vyhrál 9:3. Dvakrát hrál ve čtvrtfinále mistrovství světa v ragby, s jedenácti vítězstvími je nejlepším účastníkem soutěže Pacific Tri-Nations, kde kromě nich hrají Fidži a Tonga, dvakrát vyhráli IRB Pacific Nations Cup. Největším úspěchem byla výhra 32:23 na půdě Austrálie 17. července 2011.
Samojská ragbyová reprezentace se objevila ve filmu Invictus: Neporažený.

## Mistrovství světa
| Rok  | Dějiště finálového zápasu | Umístění                             |
| ---- | ------------------------- | ------------------------------------ |
| 1987 | Nový Zéland               | nezúčastnili se                      |
| 1991 | Anglie                    | čtvrtfinále (prohra s Skotskem)      |
| 1995 | Jižní Afrika              | čtvrtfinále (prohra s Jižní Afrikou) |
| 1999 | Wales                     | baráž o čtvrtfinále                  |
| 2003 | Austrálie                 | základní skupina                     |
| 2007 | Francie                   | základní skupina                     |
| 2011 | Nový Zéland               | základní skupina                     |
| 2015 | Anglie                    | základní skupina                     |
| 2019 | Japonsko                  | základní skupina                     |
| 2023 | Francie                   | základní skupina                     |